# Theodor Gangauf
Theodor Gangauf (* 1. November 1809 in Bergen bei Neuburg als Michael Gangauf; † 15. September 1875 in Augsburg) war ein deutscher römisch-katholischer Theologe und Philosoph.

## Leben
Gangauf war der Sohn des Schneiders Peter Gangauf. Seine Priesterweihe erfolgte am 28. August 1833. Anschließend war er in Pölling in der Seelsorge tätig. Als 1835 die Benediktinerabtei St. Stephan in Augsburg gegründet wurde, trat er am 5. November 1835 in dieselbe ein. Er legte die Profess am 7. November 1836 ab und wurde Präfekt des Studienseminars St. Joseph. Außerdem wurde er dort Supplent für das Fach der theoretischen Philosophie, erhielt jedoch bereits 1836 die zweite Lateinklasse übertragen.
Gangauf wurde Direktor des Seminars und zugleich Professor der Philosophie und Philologie am königlichen Lyceum in Augsburg, einer hochschulischen Einrichtung. Die Professur der Philologie gab er allerdings nach zwei Jahren wegen Überlastung wieder auf, behielt aber die Professur der Philosophie bei. 1847/1848 wurde ihm das Rektorat über die gesamte Anstalt sowie das Amt des Kreisscholarchen übertragen.
Gangauf wurde, als Barnabas Huber als Abt von St. Stephan nicht mehr im vollen Umfang seinen Amtsgeschäften nachkommen konnte, Stiftsdekan. Nach dem Tod Hubers wurde er am 20. Dezember 1851 zu dessen Nachfolger gewählt. Seine Benediktion erhielt er am 25. März 1852 durch Bischof Peter von Richarz im Augsburger Dom. Zugleich amtierte er als Prior des Klosters Ottobeuren. 1859 trat er von seinem Amt als Abt zurück und widmete sich schließlich bis zu seinem Tod dem Lehramt der Philosophie. Schriftstellerisch setzte er sich in erster Linie mit der Philosophie des Augustinus auseinander.
Gangauf kam auf Veranlassung von Kardinal Friedrich zu Schwarzenberg nach Rom. Dort hatte er mit Johann Baptist Baltzer die Schriften von Anton Günther vor der päpstlichen Indexkommission zu verteidigen. Er verfasste in dieser Zeit Das System Günthers und dessen Zusammenhang mit den christlichen Prinzipien. Da er allerdings weder für das Amt des Abtes, noch für das Amt des Professors der Philosophie adäquate Vertretungen hatte, kehrte er Ende April 1854 nach Augsburg zurück. In Rom wurde er von Peter Knoodt ersetzt. Nachdem der Güntherianismus 1857 in Rom verurteilt wurde, sendete Gangauf noch im selben Jahr ein Unterwerfungsschreiben an Papst Pius IX.

## Werke (Auswahl)
- Metaphysische Psychologie des heiligen Augustinus, 3 Bände, Kremer, Augsburg 1844–1847.
- Über Glauben und Wissen, Augsburg 1851.
- Des Heiligen Augustinus speculative Lehre von Gott dem Dreieinigen: ein wissenschaftlicher Nachweis der objectiven Begründetheit dieses christlichen Glaubensgegenstandes, aus den Schriften des genannten großen Kirchenlehrers gegen den unter dem Scheine der Wissenschaft dieses christlichen Grunddogma bekämpfenden Unglauben zusammengestellt, Schmid, Augsburg 1865.